# (31863) Hazelcoffman
2000 EE84 (asteroide 31863) é um asteroide da cintura principal. Possui uma excentricidade de 0.18294840 e uma inclinação de 4.85731º.
Este asteroide foi descoberto no dia 5 de março de 2000 por LINEAR em Socorro.